# دوور (ایندیانا)
دوور (به انگلیسی: Dover) یک منطقهٔ مسکونی در ایالات متحده آمریکا است که در شهرستان دیربورن، ایندیانا واقع شده‌است. دوور ۲۸۵٫۹۱ متر بالاتر از سطح دریا واقع شده‌است.